# Alexis Mousélé (césar)
Pour l’article homonyme, voir Alexis Mousélé.
Alexis Mousélé (grec: Ἀλέξιος Μουσελέ), Mosele (grec : Μωσηλέ ) ou Mousoulem (grec: Μουσουλέμ) était un noble et un général byzantin de la fin du VIIIe siècle d'origine arménienne. Il fut brièvement choisi par l'empereur Théophile comme héritier de l'empire, marié à sa fille Maria et élevé à la dignité de césar. Il combattit les Slaves dans les Balkans, puis les Arabes en Sicile, avec succès. Rappelé à Constantinople, il est accusé de comploter pour monter sur le trône et emprisonné. Gracié, il est autorisé à se retirer dans un monastère, où il finit ses jours.

## Biographie

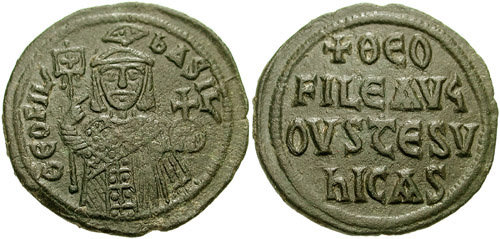
Monnaie de cuivre célébrant une victoire de l'empereur Théophile contre les Arabes vers 835.

Alexios est probablement le fils ou le petit-fils du général Alexis Mousélé, qui s'illustra sous le règne de Constantin VI (r. 780–797), bien que des chroniqueurs byzantins le disent issu de la famille Krinitès. Un frère du nom de Théodose, doté du titre de patrice, est également mentionné,,. Christian Settipani estime qu'Alexis Mousélé est le fils d'un Mousélé et d'une Krinitissa, ce Mousélé étant lui-même fils du général homonyme, considérant que les Byzantins ne donnaient pas à un fils le prénom de son père, sauf dans le cas d'une naissance posthume. De son côté, Cyrille Toumanoff estime que le césar est fils du général homonyme et que les familles Mousélé et Krinites n'en forment en fait qu'un seule.
Vers 837, Alexis est marié à Maria l'une des plus jeunes filles de l'empereur Théophile. Théophile n'ayant pas encore d'héritier mâle, il propose ainsi un règlement de la succession. Alexis est progressivement élevé aux dignités de patrice, d'anthypatos, de magistros et enfin de césar,,. Il est la seule personnalité byzantine connue à être promue à ce rang sous le règne de Théophile et peut l'avoir porté dès 831, quand la présence d'un césar non nommé est attestée lors d'un triomphe impérial. Mais il peut tout aussi bien s'agir d'un autre césar, par ailleurs inconnu, probablement mort peu après. Warren Treadgold, de son côté pense que Constantin Porphyrogénète, qui rapporte cet évènement, a confondu les deux triomphes de Théophile, célébrés respectivement en 831 et en 837.
Au cours de l'été 836, Alexis Mousélé, récemment promu Caesar, est envoyé combattre les Bulgares en Thrace. Plutôt que de les affronter, il préfère se consacrer à la récupération de la bande côtière située entre les cours de la Mesta et du Strymon, abandonnée en 816 aux Slaves lors d'un traité entre les Byzantins et les Bulgares. De cette manière, il restaure une continuité territoriale entre la Thrace et Thessalonique, la principale ville byzantine dans les Balkans. Après avoir fondé une nouvelle ville, nommée Caesaropolis (en), il retourne à Constantinople.
Alexis a peut-être participé à une campagne victorieuse de Théophile contre l'émir de Malatya en 837, car il est signalé comme ayant participé au triomphe qui suivit le retour de l'empereur. Mais ce fait est actuellement contesté par quelques érudits. En 838, Alexis est envoyé en Sicile en expédition contre les Arabes. Il y accumula un certain nombre de succès, obligea les Arabes à lever le siège de Cephaloedium et infligea plusieurs défaites à leurs troupes. Cependant, ses propres troupes étaient insuffisantes pour expulser tous les Arabes de leurs établissements dans l'ouest de la Sicile, et fin 838, il subit une défaite contre des renforts arabes.
Vers la même époque, Maria, la femme d'Alexis meurt et fut ensevelie dans l'église des Saints-Apôtres en Constantinople, et les relations entre ce dernier et Théophile deviennent tendues. Il est également accusé par plusieurs Siciliens de collusion avec les Arabes et d'aspirer au trône. Pour éviter de pousser à bout son Caesar, Théophile envoie Théodore Krinitès, archevêque de Syracuse, pour le rappeler à Byzance en lui garantissant sa sécurité. Cependant, dès son arrivée à la capitale, Alexis est déchu de ses titres, battu et emprisonné,. Théodore Krinitès dénonce publiquement dans l'église Sainte Marie des Blachernes le manquement à sa parole de l'empereur, mais Théophile, en colère, le fait battre et exiler. Le patriarche Jean le Grammairien réprimande à son tour Théophile. L'empereur cède, gracie Théodore et Alexis, et rétablit ce dernier dans ses titres et ses propriétés,.
Ses relations avec l'empereur restent cependant refroidies après la mort de Maria et la naissance, en 840, d'un fils de Théophile, le futur Michel III. En 843, Alecis se retire dans un monastère du quartier de ta Anthemiou à Chrysopolis, qu'il avait fondé. On ne sait pas ce qu'il devient ensuite,,,, mais il y est peut-être mort et a été enterré là.
Leur fille Maria Mouséla, décédée vers 855, fut mariée probablement avec un Dukas.